# Stator
En stator er en ubevægelig maskindel eller motordel (modsat rotor) i et roterende system.